# Oxie, Skytts och Vemmenhögs häraders domsaga
Oxie, Skytts och Vemmenhögs häraders domsaga var en domsaga i Malmöhus län som ingick i domkretsen för Hovrätten över Skåne och Blekinge (före 1821 Göta hovrätt).
Domsagan bildades 1691 och ombildades 1 januari 1865 till  Oxie och Skytts häraders domsaga efter att Vemmenhögs tingslag överförts till Vemmenhögs, Ljunits och Herrestads häraders domsaga

## Tingslag
- Skytts härads tingslag
- Oxie härads tingslag
- Vemmenhögs tingslag